# The Bit
The Bit è il ventesimo singolo musicale del gruppo musicale sludge metal statunitense Melvins, pubblicato come primo e unico singolo estratto dall'album Stag il 15 luglio 1996 dalla Atlantic Records e dalla Mammoth Records su CD.

## Descrizione
Contrariamente a tutti gli altri brani presenti nell'album Stag, quest'ultimo è l'unico brano che ha una sonorità simile ai brani presenti su Houdini.

## Tracce
1. The Bit (Radio Edit) – 3:58
2. The Bit (Album Version) – 4:43 (testo: Buzz Osborne – musica: Dale Crover)
3. Tipping The Lion (Bonus Track) – 3:55 (Buzz Osborne)
4. Interstellar Overdrive (Cover) – 9:48 (Nick Mason, Richard Wright, Roger Waters, Syd Barrett)

Durata totale: 22:24